# اندیس جهق پایین
جهق پایین یک اندیس فلزی است که در حوالی شهر نطنز استان اصفهان قرار دارد و مادهٔ معدنی موجود در آن، آهن است.  